# فالوثور
فالوثور (بالإنجليزية: Valuthoor)‏ هي منطقة سكنية تقع في الهند في Papanasam taluk.